# Ray Lewis (lekkoatleta)
Raymond Gray Lewis (ur. 8 października 1910 w Hamilton, zm. 15 listopada 2003 tamże) – lekkoatleta kanadyjski, sprinter.
Był członkiem sztafety kanadyjskiej 4 × 400 metrów, która sięgnęła po brązowy medal na Igrzyskach Olimpijskich w Los Angeles 1932 (ustanawiając wynikiem 3:12,8 rekord Kanady w tej konkurencji). Został tym samym pierwszym czarnoskórym Kanadyjczykiem, który zdobył medal olimpijski.
Uczestniczył także w igrzyskach Imperium Brytyjskiego w 1934 – w biegu na 440 jardów odpadł w półfinale, a w sztafecie 4 × 440 jardów zdobył srebrny medal.